# Grete Pedersen
Grete Pedersen (* 1. Oktober 1960 in Sarpsborg) ist eine norwegische Dirigentin, Chorleiterin, Professorin für Chorleitung an der Norwegischen  Musikakademie in Oslo sowie eine ehemalige norwegische Fußballnationalspielerin.

## Leben und Werk
Grete Pedersen stammt von der Insel Jeløya im Oslofjord. Sie begann Klavier und einfachere religiöse Musik in der dortigen Freikirche zu spielen. Später nahm sie ein Studium an der Norwegischen Musikakademie in Oslo auf und schloss dieses 1988 mit einem Diplom für Dirigieren ab. Sie studierte unter anderem Chorleitung bei Eric Ericson und Terje Kvam sowie Orchesterleitung bei Kenneth Kiesler.
Bis 1982 spielte Grete Pedersen für den norwegischen Verein Sprint/Jeløy SK Fußball und spielte mit dieser Mannschaft mehrfach im Finale um den Norwegischen Pokal im Frauenfußball. Zwischen 1980 und 1981 absolvierte sie neun Spiele für die norwegische Frauenfußballnationalmannschaft. Als sie die beiden Betätigungsfelder – Fußball und Musik – nicht mehr ohne weiteres miteinander vereinbaren konnte, entschied sich Grete Pedersen für den Weg als Organistin und Kirchenmusikerin.
Als künstlerische Leiterin Det Norske Solistkor („Norwegischer Solistenchor“) studierte sie seit 1990 klassisches Chorrepertoire, norwegische Volksmusik, große Chorwerke des 20. Jahrhunderts und zeitgenössische Musik ein. Mit dem Osloer Kammerchor, den sie 1984 gründete und bis 2004 leitete, entwickelte sie eine neue, auf der Gesangstradition der norwegischen Volksmusik basierende Aufführungspraxis. Für die Einspielung von Motetten von Johann Sebastian Bach mit Det Norske Solistkor und dem Ensemble Allegria erhielt Pedersen 2018 den Diapason d’or. Die CD-Einspielung The wind blows ebenfalls mit dem Det Norske Solistkor mit Musik von Alfred Janson wurde vom Gramophone Magazin zur „CD des Jahres 2018“ ausgerufen. Ihr jüngstes, mit Det Norske Solistkor und dem Norwegischen Radioorchester eingespieltes Werk Coro (2020) des italienischen Komponisten Luciano Berio wurde ebenfalls mit dem Diapason d’or ausgezeichnet. Neben Uraufführungen von A-cappella-Werken liegt der Schwerpunkt von Grete Pedersens Musikaufführungen zunehmend bei Oratorien.
Pedersen dirigiert regelmäßig den Schwedischen Rundfunkchor, den Nederlands Kamerkoor sowie andere Chöre und Orchester als Gastdirigentin. Einer ihrer Schüler war der israelische Dirigent und Chorleiter Yuval Weinberg.
„Im November 2019 wurde Grete Pedersen zum Ritter 1. Klasse des Königlich Norwegischen St. Olavs Orden für ihre Verdienste und herausragende Leistungen in der Kunst ernannt.“
2025 beendet Pedersen nach 35 Jahren ihre Tätigkeit als künstlerische Leiterin bei Det Norske Solistkor. Anschließend ist sie ab Anfang 2026 als Professorin und Chordirigentin am Institut für Kirchenmusik der Yale University tätig.